# Hochjoch-Hospiz
Das Hochjoch-Hospiz (auch Hochjochhospiz) ist eine Alpenvereinshütte der Sektion Berlin des Deutschen Alpenvereins. Sie liegt im hintersten Rofental am Südosthang der Guslarspitzen im Weißkamm der Ötztaler Alpen auf einer Höhe von 2412 m ü. A. und ist der Stützpunkt für die Überquerung des Hochjochs, zur Besteigung der drei Guslarspitzen, sowie die Zwischenstation auf dem Weg zum Brandenburger Haus. Die Schutzhütte steht unter Denkmalschutz (Listeneintrag).

## Geschichte

### Erste Hütte

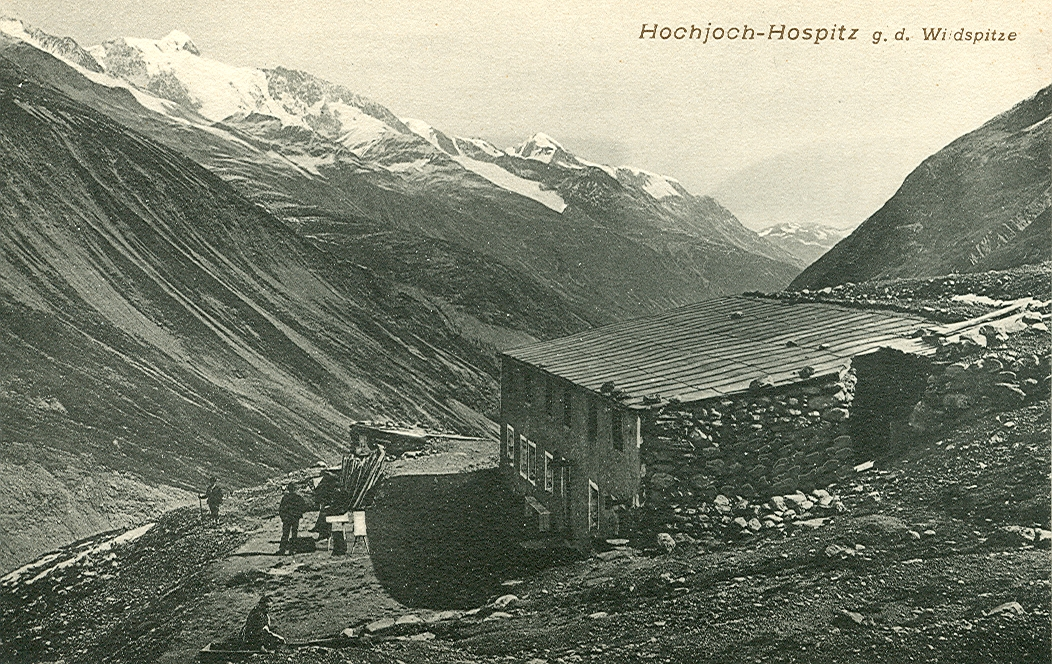
Alte Hütte um 1900

Auf Anregung von Franz Senn wurde die ursprüngliche Hütte von 1869 bis 1872 auf 2450 m Höhe gegenüber dem heutigen Standort am südöstlichen Hang (Kreuzberg) des Rofentals erbaut. Die Hütte lag am wenige Jahre zuvor auf Kosten von Senn gebauten Saumweg zum Hochjoch, auf dem im November 1868 Senns Gefährte Cyprian Granbichler durch Entkräftung nach einem Schneesturm ums Leben gekommen war. Zu dieser Zeit erstreckte sich der Hintereisferner noch über den Zufluss des Hochjochbachs hinaus, und auch der Hochjochferner reichte bis fast zum Hintereisferner.
Seit 1911 gehörte die Hütte der damaligen Sektion Mark Brandenburg des Deutschen und Österreichischen Alpenvereins (DOeAV). Das Haus war in der damals verbreiteten Form eines geduckten Baues mit blechgedecktem Pultdach direkt am Hang ausgeführt, um eventuell abgehende Lawinen über das Dach ableiten zu können. Im Ersten Weltkrieg wurde die Hütte geplündert, es zeigten sich außerdem Verformungen der Außenwände durch den Hangdruck, und das Dach wurde durch Lawinen mehrmals zerstört, sodass sie nicht mehr benutzbar war.

### Neubau

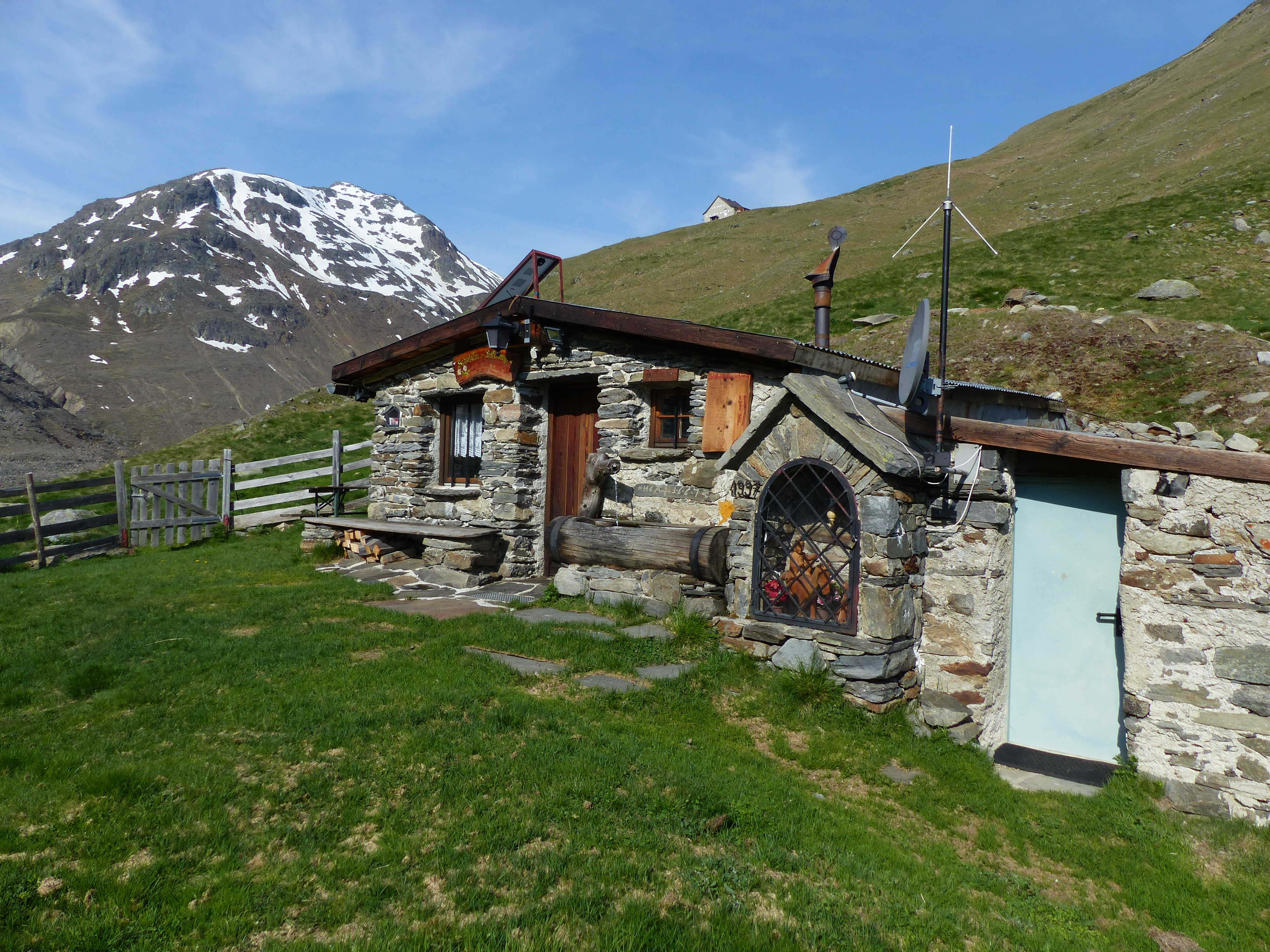
Rofenbergalm und darüber das Hochjoch-Hospiz

Seit den frühen 1920er-Jahren sollte ein neues Haus an anderer Stelle gebaut werden. 1927 wurde das neue Hochjoch-Hospiz auf der gegenüberliegenden Talseite der Rofenache eröffnet. Der alte Bau wurde seitdem nicht mehr unterhalten und verfiel. Von 2002 bis 2004 wurde das Haus grundlegend saniert und mit neuer Haustechnik ausgestattet.
Bis zum Anfang der 1970er-Jahre wurde der Transport zum Hochjoch-Hospiz mit Saumtieren durchgeführt, seitdem mittels Hubschrauber.
Ungefähr 100 Höhenmeter unter dem Hochjoch-Hospiz liegt die Rofenbergalm, die im Sommer von Südtiroler Schafhirten als Unterkunft genutzt wird. Der Hintereis-Hütte genannte Vorgängerbau war das älteste bekannte Gebäude im hinteren Rofental. In der Nähe der Hütte fanden Hirten 1844 ein altes Hufeisen – in einer Zeit, in der Saumtiere diese Bergregion aufgrund der erreichten Gletscherstände nicht mehr passieren konnten. Die Gebrüder Schlagintweit berichten, dass daher bereits die Hirten die Bedeutung ihres Fundes erkannten und das Hufeisen an ihre Türe nagelten. Das Hufeisen gelangte später ins Tiroler Landesmuseum.
2022 wurde das Hospiz mit dem Umweltgütesiegel für Alpenvereinshütten ausgezeichnet.

## Hüttenanstieg

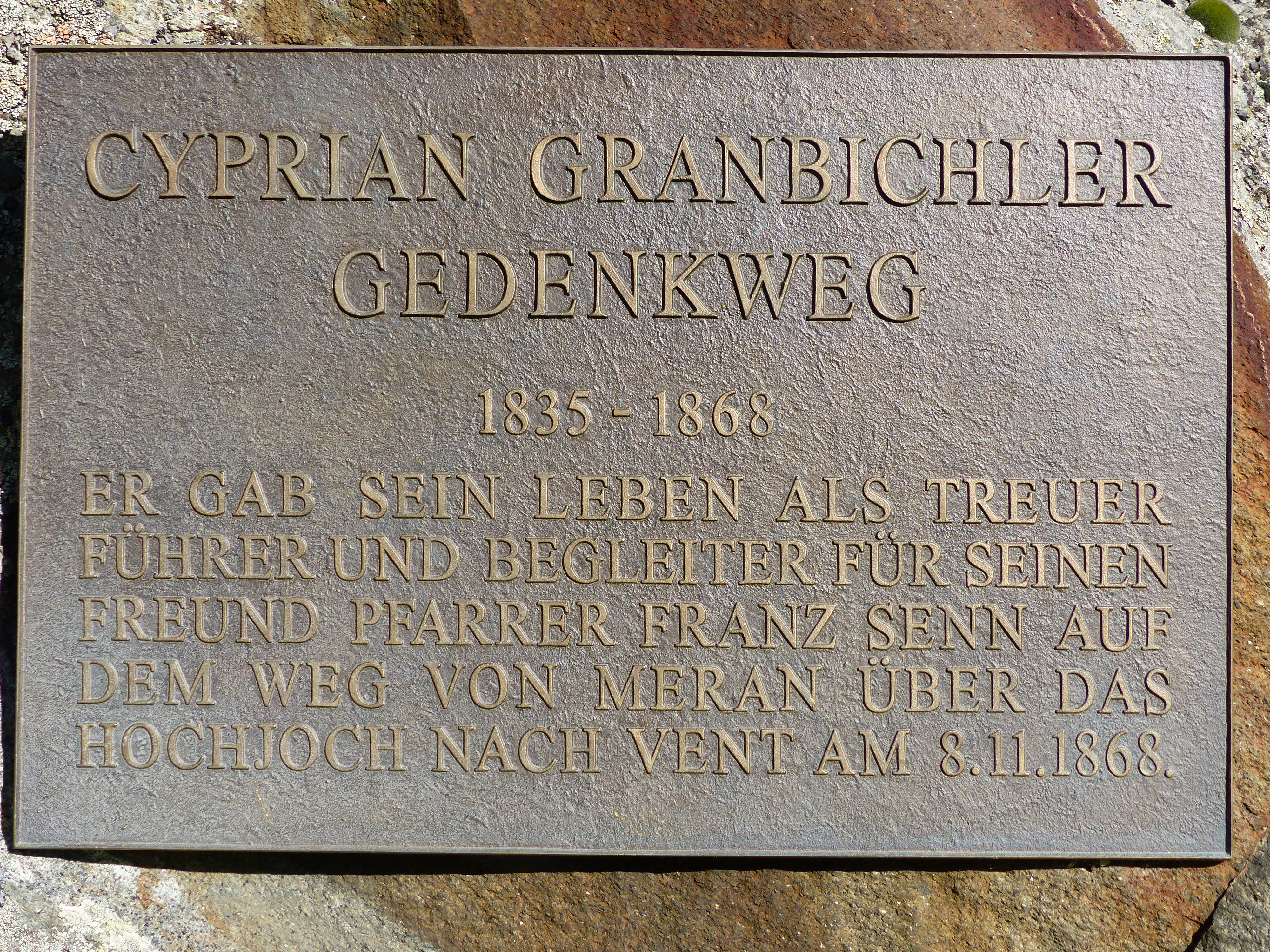
Gedenkplakette für Cyprian Granbichler

Der Aufstieg erfolgt von Vent auf dem bezeichneten Weitwanderweg Nr. 902 (Gehzeit: 2½ Stunden). Zunächst vorbei an den Rofenhöfen und der Abzweigung zur Vernagthütte. Der Weg führt am felsigen Hang entlang und in sanfter Steigung hinauf zur Hütte.
Der Aufstiegsweg war früher nach Waldemar Titzenthaler benannt, dem langjährigen Vorsitzenden der Berliner Sektion Mark Brandenburg des Deutschen und Österreichischen Alpenvereins, die bereits seit ihrer Gründung 1899 keine jüdischen Bergsteiger als Mitglieder aufnahm. Daher wurde der Weg 2003 als Zeichen gegen Antisemitismus in Cyprian-Granbichler-Weg umbenannt.
Ein Denkmal für Cyprian Granbichler steht an seinem Sterbeort am alten, heute nicht mehr begangenen Weg auf der rechten Seite des Rofentals. Das Denkmal ist von der Talstation der Materialseilbahn zur Vernagthütte auf der anderen Talseite, etwa 100 Meter oberhalb des Roten Bachs, erkennbar.
Noch bis 2020 befand sich am Cyprian-Granbichler-Weg eine Erinnerungstafel an Titzenthaler, hinter der auch seine Urne beigesetzt war.

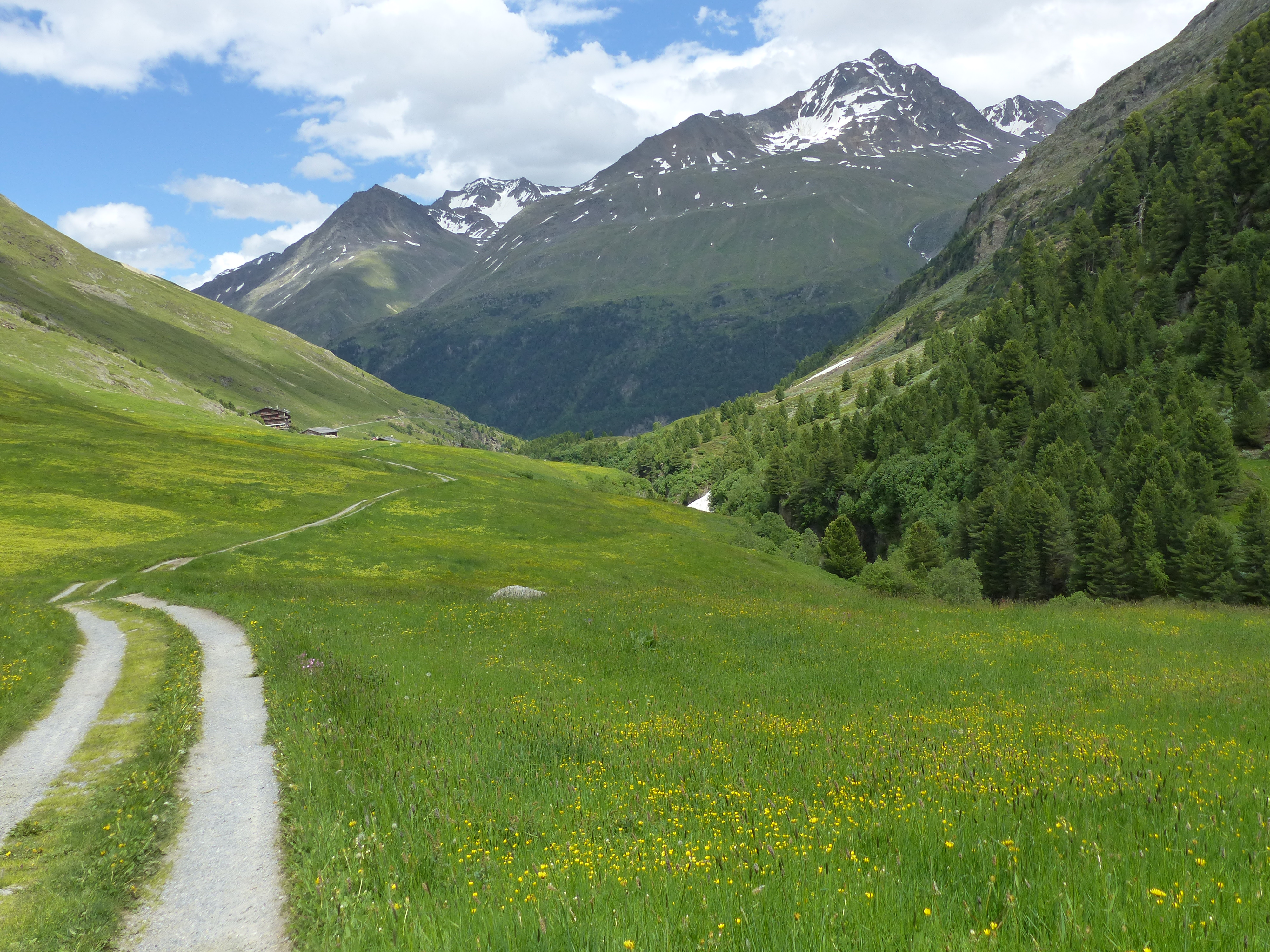
Blick auf Rofen
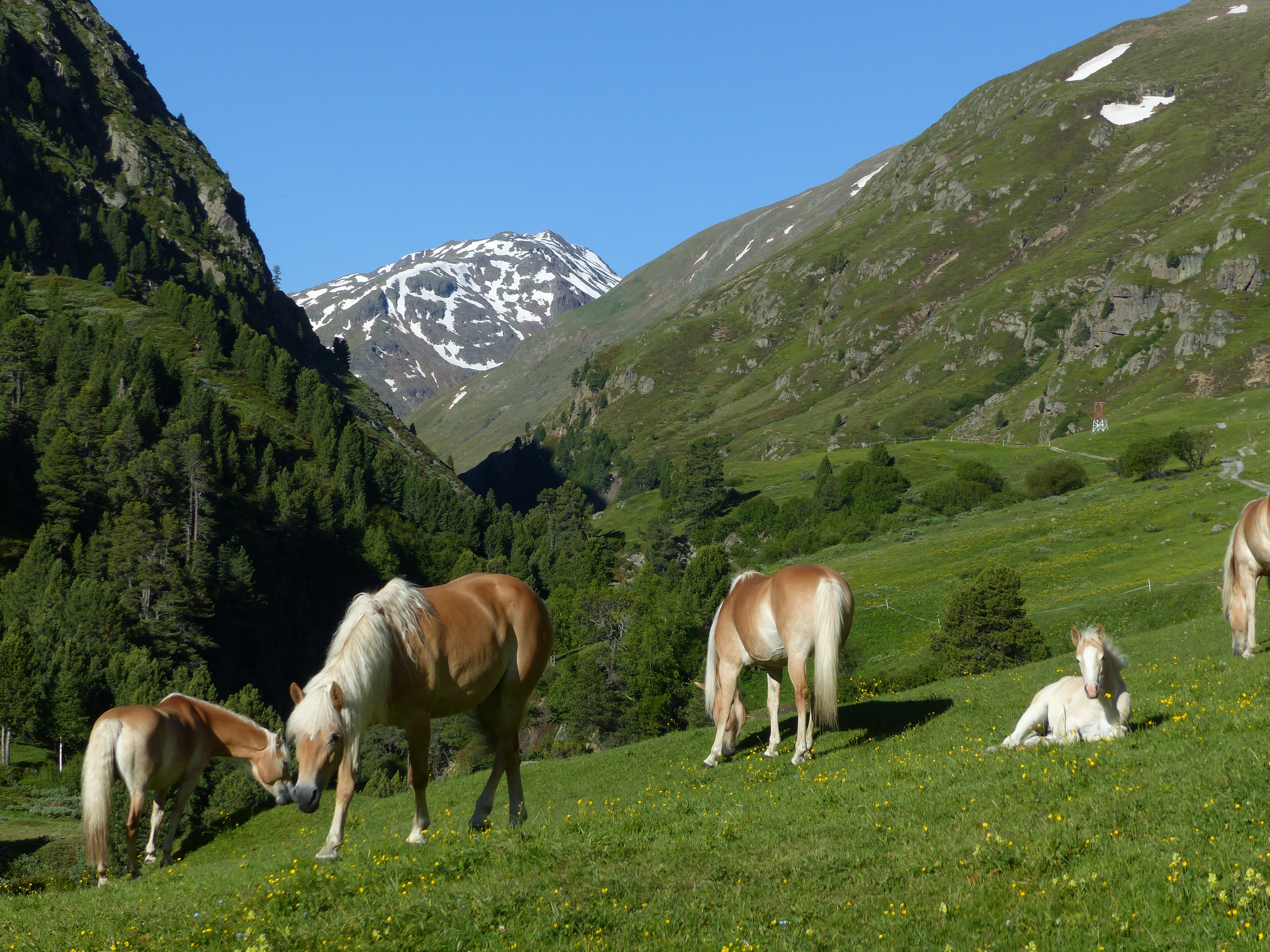
Haflinger bei Rofen mit Blick ins hintere Rofental
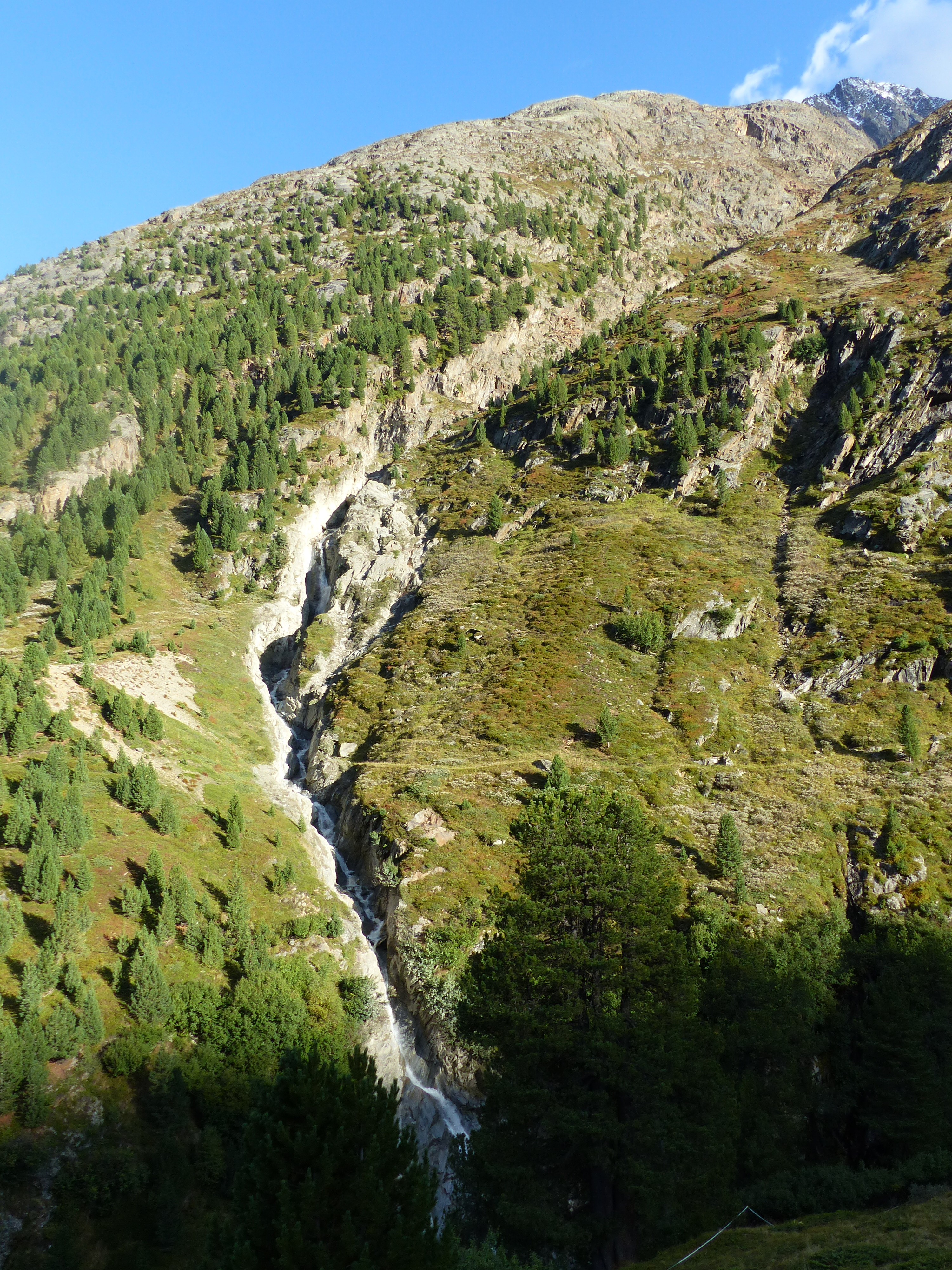
Blick zum Roten Bach mit Denkmal für Cyprian Granbichler (annotiert)
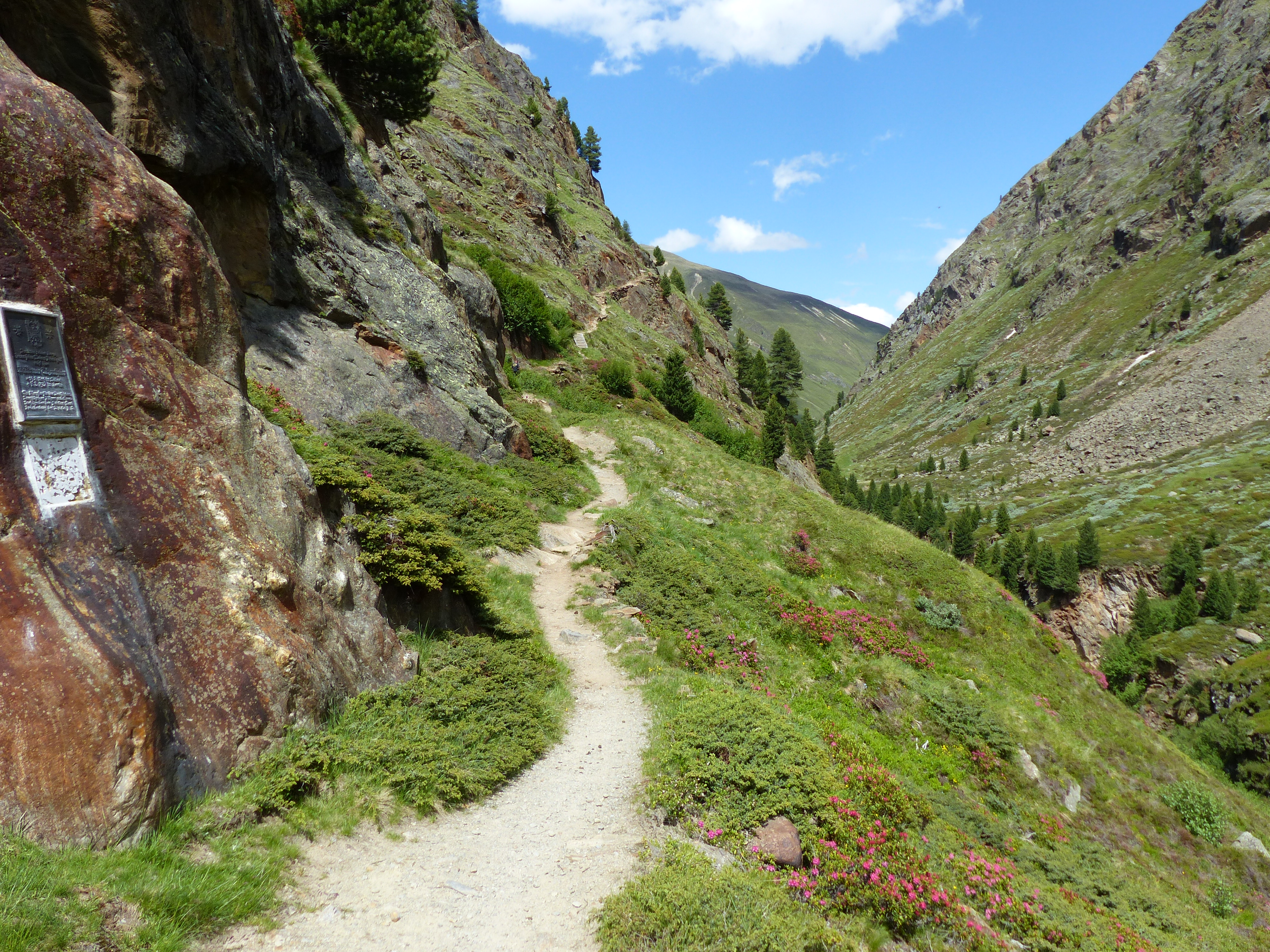
Cyprian-Granbichler-Weg mit Grab von Titzenthaler
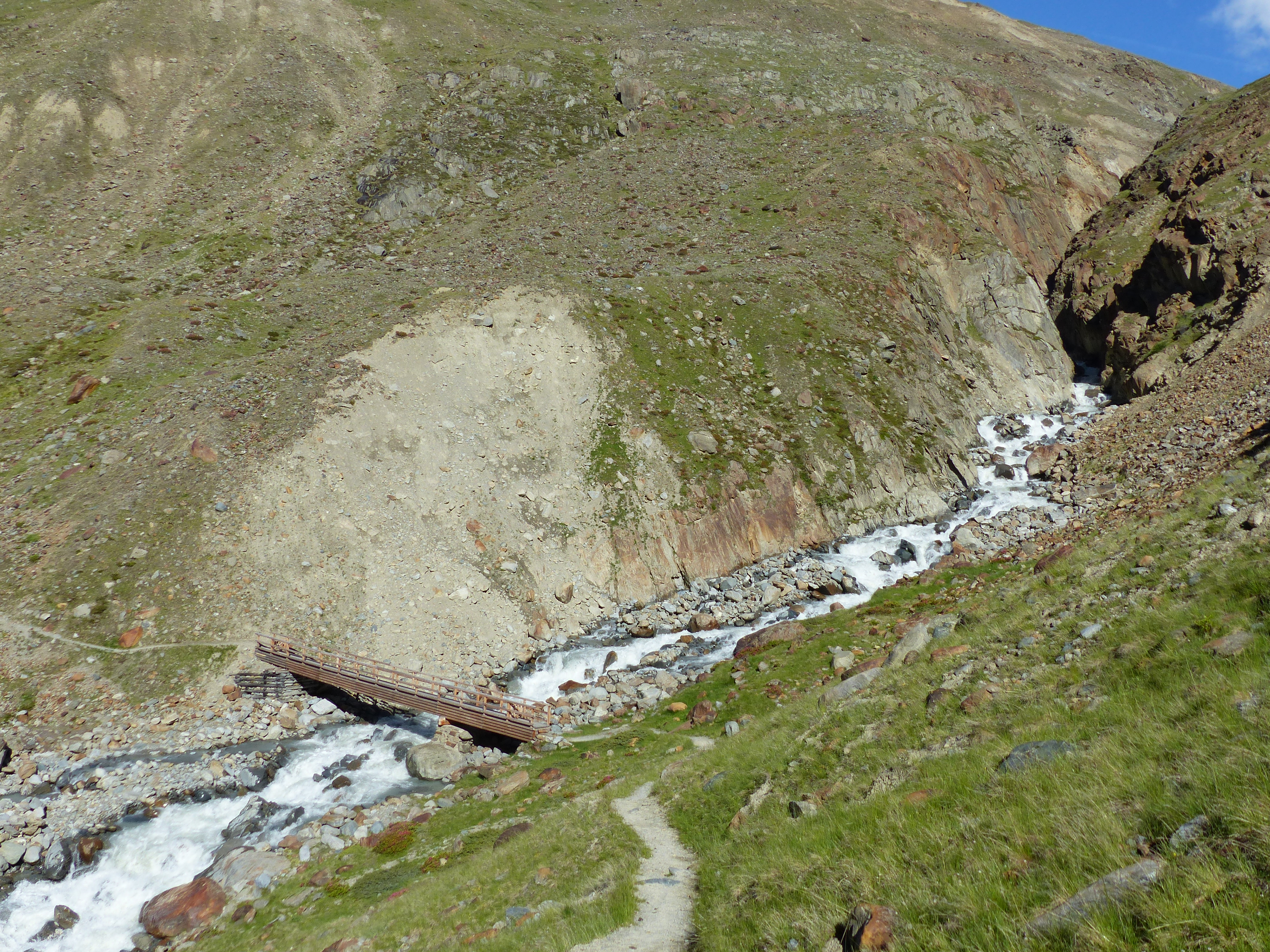
Cyprian-Granbichler-Weg: Brücke über den Vernagtbach

## Übergänge
- zur Vernagthütte (Höhe 2755 m)
- zum Brandenburger Haus über den Delorette-Weg (Höhe 3272 m)
- zur Weißkugelhütte (Höhe 2544 m)
- zum Wirtshaus Schöne Aussicht (Höhe 2842 m)
- zur Similaunhütte (Höhe 3019 m)
- zur Martin-Busch-Hütte (Höhe 2501 m)

## Tourenmöglichkeiten
- Guslarspitzen (3147 m) in ca. 2 Stunden
- Kesselwandspitze (3414 m) in ca. 4 Stunden
- Mutspitze in ca. 3 Stunden
- Weißkugel (3738 m) in ca. 6 Stunden
- Saykogel (3355 m) in ca. 4 Stunden
- Kreuzspitze (3455 m) in ca. 4 Stunden
- Fineilspitze (3514 m) in ca. 4 bis 5 Stunden
- Fluchtkogel (3494 m) in ca. 4 bis 5 Stunden

## Karten
- Alpenvereinskarte Blatt 30/2 Ötztaler Alpen – Weißkugel (1:25.000)[9]